# Франк Бальтруш
Франк Бальтруш (нім. Frank Baltrusch, 21 березня 1964) — німецький плавець.
Призер Олімпійських Ігор 1988 року.
Призер Чемпіонату світу з водних видів спорту 1982, 1986 років.
Призер Чемпіонату Європи з водних видів спорту 1983, 1985, 1987 років.